# Pseudemys peninsularis
La tortuga de la península (Pseudemys peninsularis) es una especie de tortuga de agua dulce de la familia Emydidae. Es un endemismo de Estados Unidos que se encuentra en la península de Florida. A veces se considera una subespecie de P. floridana o de P. concinna.
La dispersión de esta especie ha provocado que el Ministerio para la Transición Ecológica de España la haya incluido en el Catálogo Español de Especies Exóticas Invasoras, debido a su potencial colonizador y constituir una amenaza grave para las especies autóctonas, los hábitats o los ecosistemas, estando prohibida en España su introducción en el medio natural, posesión, transporte, tráfico y comercio.